# (266983) Josepbosch
(266983) Josepbosch – planetoida pasa głównego. Została odkryta 30 listopada 2005 w ramach programu Spacewatch. (266983) Josepbosch okrąża Słońce w ciągu 5,24 roku w średniej odległości 3,01 j.a.
Planetoidzie tej nadano nazwę od imienia i nazwiska drugiego syna astronoma Josepa M. Boscha.
Planetoida ta nosiła wcześniej tymczasowe oznaczenie 2010 WE66.